# Jorge Rengifo
Jorge Alexander Rengifo Clevel (Tumaco, Nariño, Colombia; 21 de enero de 1997) es un futbolista colombiano. Juega de delantero y su equipo actual es Águilas Doradas de la Categoría Primera A de Colombia.

## Trayectoria

### Millonarios F.C.
El jugador tumaqueño llega a las divisiones menores del club capitalino en 2016. Ese mismo año, en el mes de septiembre, fue enviado a entrenar durante tres meses en las divisiones inferiores del Racing Club de Lens de Francia en compañía del volante Nicolás Murcia, otro canterano albiazul, en un convenio de cooperación hecho entre Millonarios y el club francés.

### Valledupar F.C.
Gracias a un convenio realizado con el equipo verdiblanco, Rengifo, junto a otros 5 jugadores de las divisiones menores de Millonarios, llegan en condición de préstamo al Valledupar F.C. El jugador realizaría su debut como profesional el 10 de febrero de 2018 en la victoria de su club 1-0 ante el Unión Magdalena. Marca su primer gol en su segundo partido, en el empate 2-2 ante el Universitario de Popayán. Vuelve a marcar ante el Real Cartagena el 13 de marzo del mismo año en un partido válido por Copa Colombia.
Rengifo termina su cesión en el club 'vallenato' con 28 partidos jugados y 4 goles marcados.

### Millonarios F.C.
Tras finalizar su cesión, el jugador es puesto a prueba por el director técnico Jorge Luis Pinto, quien finalmente le da el visto bueno a Rengifo para hacer parte del plantel que afronta la temporada 2019. Debuta con los embajadores el 13 de marzo de 2019 en la victoria por la mínima sobre Fortaleza FC por la Copa Colombia 2019. 
Su primer partido internacional lo hace el 6 de febrero en la victoria 2 a 0 sobre Club Always Ready por la Copa Sudamericana 2020 ingresando en el segundo tiempo.

### Águilas Doradas
El 24 de enero de 2023 se confirma su vinculación a Águilas Doradas.

## Clubes

### Formativo
| Club        | País     | Año         |
| ----------- | -------- | ----------- |
| Millonarios | Colombia | 2016        |
| RC Lens     | Francia  | 2016 - 2017 |

### Profesional
| Club             | País     | Año             |
| ---------------- | -------- | --------------- |
| Valledupar F. C. | Colombia | 2018            |
| Millonarios      | Colombia | 2019 - 2022     |
| Águilas Doradas  | Colombia | 2023 - Presente |

## Estadísticas
| Club                       | Div.                | Temporada           | Liga  | Liga  | Liga  | Copa Nacional | Copa Nacional | Copa Nacional | Copa Internacional | Copa Internacional | Copa Internacional | Total | Total | Total |
| Club                       | Div.                | Temporada           | Part. | Goles | Asis. | Part.         | Goles         | Asis.         | Part.              | Goles              | Asis.              | Part. | Goles | Asis. |
| -------------------------- | ------------------- | ------------------- | ----- | ----- | ----- | ------------- | ------------- | ------------- | ------------------ | ------------------ | ------------------ | ----- | ----- | ----- |
| Valledupar · Colombia      | 2.ª                 | 2018                | 29    | 3     | 0     | 1             | 1             | 0             | -                  | -                  | -                  | 30    | 4     | 0     |
| Valledupar · Colombia      | Total               | Total               | 29    | 3     | 0     | 1             | 1             | 0             | 0                  | 0                  | 0                  | 30    | 4     | 0     |
| Millonarios · Colombia     | 1.ª                 | 2019                | 2     | 0     | 0     | 3             | 0             | 1             | -                  | -                  | -                  | 5     | 0     | 1     |
| Millonarios · Colombia     | 1.ª                 | 2020                | 7     | 0     | 0     | -             | -             | -             | 1                  | 0                  | 0                  | 8     | 0     | 0     |
| Millonarios · Colombia     | 1.ª                 | 2021                | 7     | 0     | 0     | 1             | 0             | 0             | -                  | -                  | -                  | 8     | 0     | 0     |
| Millonarios · Colombia     | 1.ª                 | 2022                | 2     | 0     | 0     | -             | -             | -             | -                  | -                  | -                  | 2     | 0     | 0     |
| Millonarios · Colombia     | Total               | Total               | 18    | 0     | 0     | 4             | 0             | 1             | 1                  | 0                  | 0                  | 23    | 0     | 1     |
| Aguilas Doradas · Colombia | 1.ª                 | 2023                | 17    | 0     | 0     | 0             | 0             | 0             | -                  | -                  | -                  | 17    | 0     | 0     |
| Aguilas Doradas · Colombia | Total               | Total               | 17    | 0     | 0     | 0             | 0             | 0             | 0                  | 0                  | 0                  | 17    | 0     | 0     |
| Total en su carrera        | Total en su carrera | Total en su carrera | 64    | 3     | 0     | 5             | 1             | 1             | 1                  | 0                  | 0                  | 70    | 4     | 1     |

## Palmarés

### Títulos nacionales
| Títulos       | Club        | País     | Año  |
| ------------- | ----------- | -------- | ---- |
| Copa Colombia | Millonarios | Colombia | 2022 |

### Campeonatos amistosos
| Títulos           | Club        | País     | Año  |
| ----------------- | ----------- | -------- | ---- |
| Torneo Fox Sports | Millonarios | Colombia | 2019 |